# 三齒龍屬
三齒龍屬（意為「特倫托的蜥蜴」）是一種地位存疑的已滅絕化石爬行動物，來自於義大利阿爾卑斯山早期二疊紀地層中。該屬下僅包含一個物種，即模式種古三齒龍。三齒龍屬目前做為義大利已知最為古老的脊椎動物化石之一，被科學家認為是能理解早期爬行動物演化的關鍵標本。2024年2月時，研究指出而所謂的軟組織輪廓是以油漆偽造的，外型亦為雕刻形成的，因此其物種地位存疑。雖然該標本部分造假，但其後肢及部分鱗片仍為真正的化石，待更多研究以確認其確切分類。

## 發現歷史與描述
古三齒龍的模式標本為MGP-PD 26567，是於1931年在意大利特伦蒂诺-上阿迪杰大区中的凝灰岩層中的碳化植物中被發現的標本，位於距今約2.8億年前的地層中。根據當時的描述，該標本有著疑似為碳化所造成的輪廓——該輪廓被認為是軟組織的遺骸，且環繞著一個缺少尾部末端和大部分頭骨的蜥蜴似的骨骼。根據當時的報告，其體長範圍介於23.5至26.5公分之間，其中足部第一到第四趾逐漸變長，而第五趾較小。
在該化石出土後，義大利地質學家賈巴蒂斯塔·達爾·皮亞茲簡單提及了這項發現，並非正式的賦予其名為。1959年，皮耶羅·萊昂納迪（Piero Leonardi）根據這些化石，正式地描述了古三齒龍。其屬名為合成詞，組合了該標本的發現地特倫托自治省的名稱「Trentino」和希臘語（羅馬化：sauros），意為「爬行動物」。而種小名在拉丁語中意為「古老的」。

## 分類學
萊昂納迪當時將三齒龍屬歸類為纖肢龍科的一員，但後來1997年的研究回顧則認為這種分類存疑。更之後的研究則認為將三齒龍屬應為原龙目的成員，或者更廣泛地歸類為雙孔亞綱更為適合。但原龙目現今已被認為是多系群而分類存疑。
在此之後，這個標本被提及了幾次，一些研究對古三齒龍體形與其他新化石進行了比較。2019年對蜥代龍科屬物種的研究中，其研究人員曾將古三齒龍將數個物種與之比較，認為其細長的頸部與蜥代龍科的梅津龍屬物種類似，而相對較大的前肢則與纖肢龍科的油頁岩蜥屬物種相仿。

## 造假
多年以來，古三齒龍皆未有再出土相似的標本。2024年2月，愛爾蘭科克大學的研究團隊發表了一則研究報告，指出其正模標本經過3D建模、紫外線攝影、扫描电子显微镜等現代技術研究後，其標本上所謂的「碳化軟組織」是偽造的。其標本的身體輪廓是手工雕刻而成的，而黑色輪廓印記則是一種由動物骨頭燒焦後所製成的油漆塗層（為一種骨炭），並非軟組織痕跡。代表根據其身體構造所推論的分類並不可靠。
剩下來可見且真實的骨骼為其後肢以及部分細小骨鱗片，但後肢保存情況並不好，因此難以確認其物種地位。因1931年發現該標本時並未有留下發現時的第一紀錄，因此其偽造的原因已不可考，但該研究的主作者認為當時的古生物学家並非是为了試圖創造一個假的生物。而收藏了該份標本的自然与人类博物馆的館長，兼該份研究共同作者瑪麗亞卡布里埃拉·福納希羅（Mariagabriella Fornasiero）則表示「早期為化石塗上清漆是不可避免的，因為當時並沒有更好的保護這些化石被自然腐蝕的手段」。

## 外部連結
- 维基共享资源上的相關多媒體資源：三齒龍屬